# Grève des manucures chinoises
La grève des manucures chinoises ou grève des manucures du 50 est un mouvement social inédit réalisé en février 2014.
Sept salariées, Ivoiriennes et Chinoises en situation irrégulière du salon Supply Beauty, situé au 50 boulevard de Strasbourg à Paris, décident de dénoncer publiquement leurs conditions de travail à la suite de la disparition de leur patron, les laissant avec deux mois d’arriérés de salaire. Appuyées par la Confédération générale du travail (CGT), les manucures et coiffeuses obtiennent gain de cause et sont régularisées à l’issue du conflit, faisant valoir l’ancienneté de leur séjour en France.
Cette mobilisation est à l’origine d’un second mouvement qui débute quelques mois plus tard, la grève des coiffeuses du 57 boulevard de Strasbourg, un autre salon où certaines employées avaient été transférées. 
C'est la première fois que des travailleuses en situation irrégulière (sans papiers) se lancent dans une telle lutte et obtiennent gain de cause en France. 

## Description

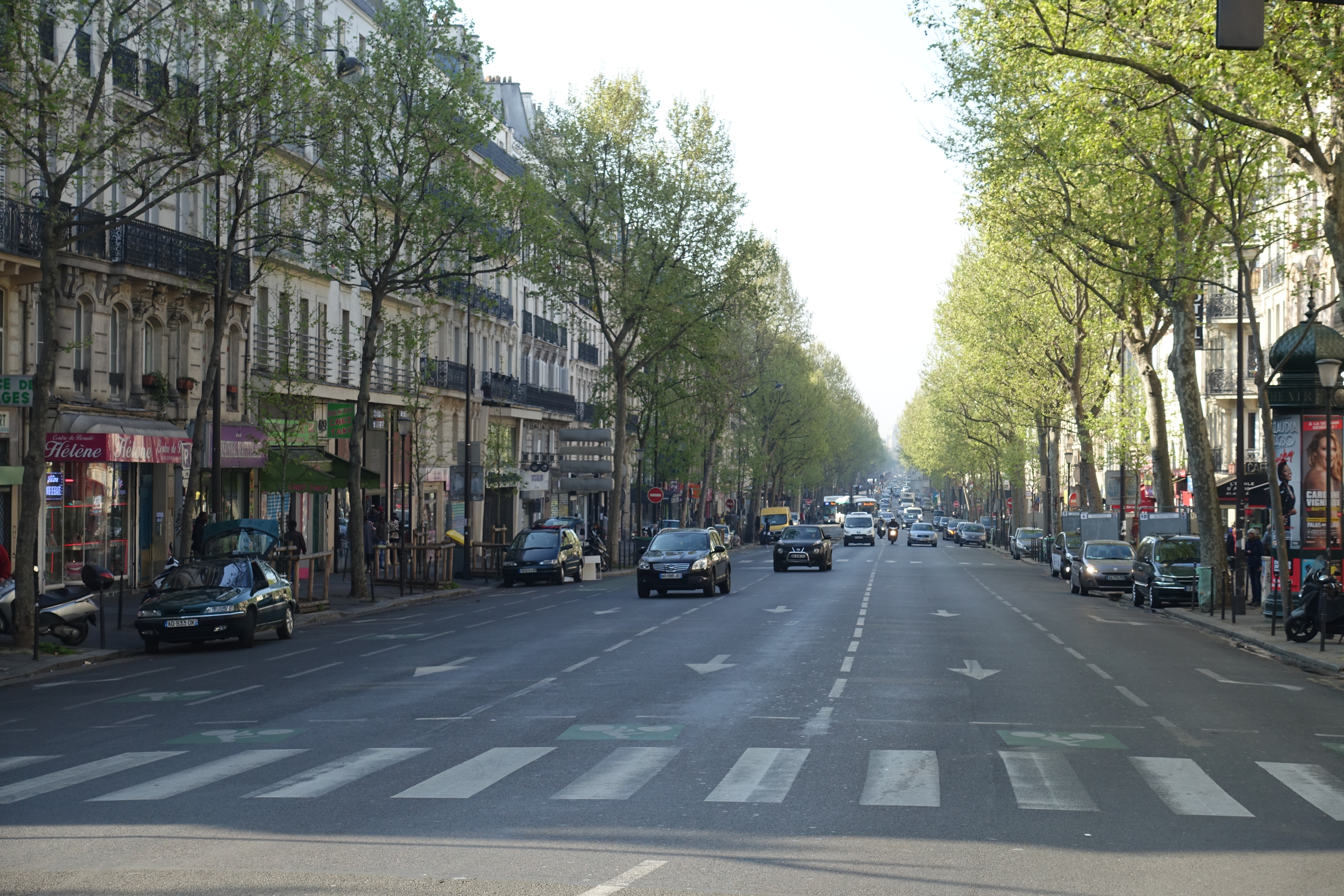
Vue du Boulevard de Strasbourg

Le salon Supply Beauty est situé au numéro 50 du boulevard de Strasbourg à Paris, dans le quartier de Château d’Eau, considéré comme le temple de la beauté africaine. Près de 1 500 personnes non déclarées y travaillent, recrutées généralement dans la rue pour des salaires situés en moyenne entre 300 à 400 euros par mois. 
En décembre 2013, le propriétaire du salon, ivoirien, arrête de rémunérer ses salariées. En situation irrégulière, elles ne disposent ni de contrat ni de fiche de paie et ne reçoivent en liquide que 50 % des sommes facturées à la clientèle. Il finit par disparaitre en début d’année,. 
Le 3 février 2014, cinq des employées, quatre femmes entre 40 et 50 ans et un homme de 22 ans originaires de Chine se mettent en grève pour dénoncer publiquement leur situation et leurs conditions de travail avec une hygiène et une sécurité déplorables,,,. Elles demandent l’appui de l’union locale de la Confédération générale du travail (CGT) et réclament le paiement des salaires dus. Pour le syndicat, c’est la première fois que des travailleurs en situation irrégulière se lancent dans une telle lutte. Ensemble, ils occupent le salon jours et nuits à partir du 10 février,,,,. 

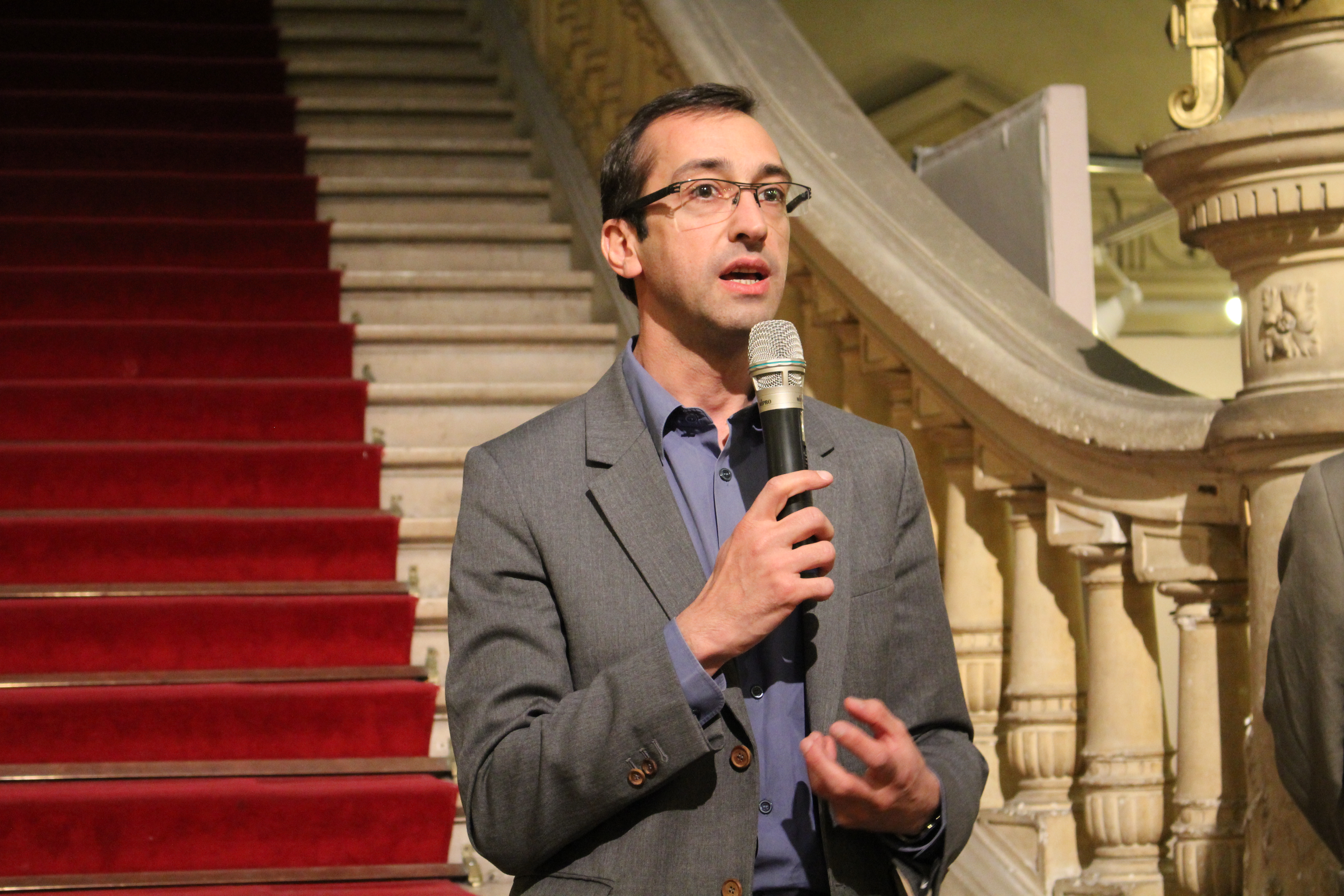
Rémi Féraud

Le 15 février, les manucures reprennent le travail en faisant caisse commune. En parallèle la CGT dépose les dossiers de demande de régularisation des cinq sans-papiers à la Préfecture de Police de Paris. La démarche est appuyée par Rémi Féraud, maire socialiste du 10e arrondissement. Elles sont rejointes deux jours plus tard par les deux coiffeuses ivoiriennes qui craignaient d’être expulsées. 
L’enquête réalisée par l’inspection du travail révèle qu’il existe bien un lien entre les sept employés et le gérant du salon, notamment grâce aux relevés de salaires tenus par les manucures chinoises et signés par le patron. 
Début avril, les cinq premières salariées sont régularisées, trois Chinoises et deux Ivoiriennes.  Les deux autres le sont le 25 avril après avoir rencontré des difficultés pour prouver leur ancienneté de travail sur le territoire exigée par la circulaire Valls du 22 novembre 2012. 
Cette mobilisation est à l’origine d’un second mouvement qui débute quelques mois plus tard, la grève des coiffeuses du 57 boulevard de Strasbourg, un autre salon où certaines employées avaient été transférées. 
La grève des manucures du 50 est relatée dans le récit de Sylvain Pattieu publié chez Plein jour en janvier 2015,.
L'entreprise Supply Beauty est radiée du registre du commerce et des sociétés (RCS) de Paris le 8 novembre 2018.